# Nell Gwynn
Nell Gwynn (bra Nos Braços do Rei) é um filme britânico de 1934, um drama histórico-biográfico dirigido por Herbert Wilcox, com roteiro de Miles Malleson baseado na vida da atriz britânica Nell Gwyn e seu conturbado relacionamento com o rei Charles 2.º da Inglaterra.